# Andrena shawanensis
Andrena shawanensis is een vliesvleugelig insect uit de familie Andrenidae. De wetenschappelijke naam van de soort is voor het eerst geldig gepubliceerd in 1999 door Xu & Tadauchi.